# Football Manager 2010
Football Manager 2010 (abbreviato come Football Manager 10 o FM10) è un videogioco manageriale di calcio. È stato distribuito il 30 ottobre 2009 per Microsoft Windows, macOS e PlayStation Portable.

## Nuove caratteristiche
Gli sviluppatori del videogioco hanno avuto come priorità quella di migliorare il motore grafico 3D delle partite, introdotto nella precedente edizione, Football Manager 2009, aggiungendo ulteriori animazioni, stadi e anche le condizioni (ottimali o meno) del campo di gioco. È stata introdotta anche una barra per fare modifiche veloci a gioco in corso.
Anche l'editor per il database è stato aggiornato, dando la possibilità di aggiungere nuove serie alle leghe già esistenti o di aggiungere persino nuove leghe al database. Per questo motivo sono stati sviluppati aggiornamenti amatoriali (mod) del database per aggiungere leghe come la serie D o alcune leghe non esistenti nel gioco (come alcune leghe africane).
Sono state aggiunte anche nuove funzioni, quali la sezione "Consigli dello staff" che possono dare consigli generici (come la necessità di assumere del nuovo staff o il consiglio di visionare certi giocatori) o consigli sulla prossima partita da affrontare (suggerendo modifiche alla formazione attuale, per esempio suggerendo di cambiare modulo, velocità di gioco o ampiezza di gioco).

## Demo
La demo è stata pubblicata in due "gusti":
- Vanilla (Vaniglia), che è una versione ridotta con un numero limitato di giocatori e leghe giocabili (versione creata per gli utenti con una connessione che non permette di scaricare una demo da 1GB).
- Strawberry (Fragola) che è la versione completa del gioco con quasi tutte le funzioni disponibili nel gioco finale.

Entrambe le versioni sono state bloccate in modo da non permettere il proseguimento del gioco dopo la prima metà della stagione. La demo è stata pubblicata il 14 ottobre 2009.

## Patch
Il 30 ottobre, in concomitanza con l'uscita ufficiale del gioco, è stata pubblicata la prima patch ufficiale (applicabile solo alla versione completa del gioco e non alla demo).

## Leghe disponibili
Vista la possibilità di modificare il database includendo qualsiasi lega esistente (o crearne di nuove non esistenti), ogni lega è espandibile fino ai massimi livelli. Tuttavia, per problemi di copyright, non è stata inclusa la nazionale tedesca, in quanto il copyright è attualmente detenuto dalla serie FIFA dell'EA Sports e dalla serie Pro Evolution Soccer di Konami, mentre la J-League (la lega giapponese) e la nazionale giapponese non sono disponibili perché Konami detiene l'esclusiva su tali leghe per il già citato Pro Evolution Soccer.